# 수성가스
수성가스(water gas)는 일산화 탄소와 수소가 혼합된 연료 가스의 일종이다. 이는 "연료층(코크스)에 공기를 번갈아 가열하고 증기로 기화"하여 생산된다. 이 방법으로 생산된 연료의 칼로리 생산량은 현대식 합성가스 플랜트 생산량의 약 10%이다. 수성가스를 생산하는 데 필요한 코크스는 합성가스(주로 천연가스에서 나오는 메테인)의 전구체보다 훨씬 더 비싸기 때문에 수성가스 기술을 훨씬 덜 매력적인 사업 제안으로 만든다.

## 같이 보기
- 가스화
- 플라즈마 가스화
- 열분해
- 목탄 가스